# Matej Soklič
Matej Soklič, slovenski smučarski tekač, * 15. junij 1973, Bled.
Soklič je za Slovenijo nastopil na Zimskih olimpijskih igrah 2002 v Salt Lake Cityju, kjer je nastopil v šprintu in v zasledovalnem teku na 10 km. V šprintu je zasedel 11. mesto, v zasledovalnem teku pa 55.